# Gustaf Bonde (1682–1764)
Gustaf Bonde af Björnö den yngre, född 6 april 1682 (g.s.)] i Stockholm, död 5 december 1764, var en svensk greve, ämbetsman och politiker. Han var son till Carl Bonde i dennes första gifte. Själv var gift med Charlotta von Liewen i sitt första äktenskap och med Viveka Trolle i sitt andra.

## Biografi
Bonde var student vid Åbo universitet från 1695 och vid universitetet i Tübingen från 1702. Åren 1703–1705 reste han till Österrike, Italien, Frankrike och Nederländerna. Från 1705 var Bonde kammarherre hos änkedrottningen Hedvig Eleonora.
Bonde gjorde sitt inträde i det politiska livet 1710 som ledamot av sekreta utskottet vid ständernas utskottsmöte. Här, liksom vid riksdagen 1713/14, hörde han till dem som höll på kungens rättigheter. 1711 hade han utnämnts till kommerseråd. Från riksdagen 1719 övergick han dock alltmer tydligt till mössornas sida. Bonde var landshövding i Östergötland 1718–1721, president i Bergskollegium 1721–1727 och riksråd 1727–1739. Åren 1731–1739 var han rikskansliråd och därmed kanslipresidenten Arvid Horns närmaste man. Han avgick samtidigt som Horn och i samband med Hattpartiets maktövertagande. Hans politiska betydelse var sedan ringa, men han blev åter riksråd 1761 sedan hattarnas ställning försvagats efter Sveriges misslyckade deltagande i Pommerska kriget.
Bonde var även ordförande för Sicklakommissionen, författare av historiska och naturvetenskapliga skrifter och mecenat. Han invaldes 1748 som ledamot nummer 115 av Kungliga Vetenskapsakademien. Hans historiska studier var göticistiska; bland annat ägde han en handskrift av den falska fornnordiska sagan Konung Krembres i Giötaland och konung Augis i Uppsala saga. Sina vetenskapliga intressen odlade han även på alkemins område.
Hans grav återfinns i Spånga kyrka.

### Familj
Bonde gifte sig första gången 4 oktober 1708 i Stockholm med friherrinan Charlotta von Liewen (1683–1735), dotter till generallöjtnanten frierren Bernhard von Liewen och grevinnan Sigrid Oxenstierna af Croneborg. De fick tillsammans barnen lagmannen Carl Bonde (1709–1741) i Tiohärads lagsaga, hovmarskalken Tord Bernhard Bonde (1711–1785), Christer Bonde (1714–1716), kaptenen Fredrik Gustaf Bonde (1716–1735) och hovfröken Sigrid Bonde (1719–1753) som var gift med generallöjtnanten och landshövdingen greve Johan Cronhielm af Flosta.
Bonde gifte sig andra gången 9 september 1704 på Trollenäs i Näs socken med Viveka Trolle (1721–1806), dotter till överstelöjtnanten Fredrik Trolle och Brita Ramel. De fick tillsammans barnen riksrådet och riksmarskalken Carl Bonde (1741–1791), Fredrika Birgitta Bonde (1743–1814) som var gift med översten friherre Bernt Johan Hastfer och Eleonora Gustava Bonde (1746–1817) som var gift med löjtnanten friherre Sten Gabriel Sture.